# Ghost (videogiochi)
Nei videogiochi, un ghost ("fantasma" in inglese) è una caratteristica che consente al giocatore di rivedere in tempo reale le proprie prestazioni nelle partite precedenti, mentre sta giocando una nuova partita. Il ghost permette al giocatore di sfidare sé stesso, specialmente per quanto riguarda il tempo impiegato.
Nei videogiochi di guida, per esempio, un veicolo ghost ripete il percorso che il giocatore ha fatto lungo la pista. Nei giochi di combattimento, il ghost è un avversario guidato dall'intelligenza artificiale, che però tenta di emulare il comportamento del giocatore, imparando il suo stile dalle partite precedenti. Il giocatore può così allenarsi contro un ipotetico "sé stesso", ma anche contro i ghost di altri giocatori, memorizzati su file. 

## Ghost nei giochi di corse
Le macchine Ghost nei giochi di corse generalmente appaiono come versioni trasparenti o lampeggianti del veicolo del giocatore. Basati su precedenti giri registrati, servono solo per rappresentare il più veloce. Ripetono esattamente i movimenti e non interagiscono direttamente con altri veicoli in competizione. Servono come punto di riferimento e di confronto nelle sfide contro il tempo, non sono tangibili e gli si può passare attraverso, da cui il nome di "fantasma". Un abile giocatore userà il ghost per migliorare il proprio tempo, seguendolo lungo il percorso, e confrontando la propria guida attuale con quella precedente. 
Molti giochi di corse, come Gran Turismo, F-Zero, e Mario Kart, offrono una funzione di ghost. Altri mostrano ghost preprogrammati o relativi a giri effettuati da membri dello staff, che sono spesso giri perfetti da prendere come modello. Il primo videogioco di guida ad aver introdotto l'uso del ghost è stato Super Mario Kart.